# Slătioara (Olt)
Pour les articles homonymes, voir Slătioara.
Slătioara est une commune du județ d'Olt en Roumanie.